# Koenigsegg CCGT
El Koenigsegg CCGT es un automóvil de carreras y un Automóvil Superdeportivo  construido por el fabricante de automóviles sueco Koenigsegg. Fue presentado en el Salón del Automóvil de Ginebra de 2007. El CCGT está diseñado para competir en las categorías de carreras de automóviles deportivos. 
Mecánicamente, el CCGT es muy similar al automóvil en que se basa, el Koenigsegg CCX. Sin embargo, la diferencia más notable entre el CCGT y el CCX es el motor, a fin de satisfacer las regulaciones de la clase GT1 establecidas por el ACO y la FIA, los dos turbocompresores centrífugos fueron retirados del motor V8 DOHC. Su capacidad también fue aumentada de 4,7 litros a 5,0 litros para compensar parcialmente la pérdida de potencia resultante a causa de la pérdida de los dos turbocompresores. La potencia de salida es de 600 CV, restringidos por aire comprimido.
A través de la amplia utilización de fibra de carbono en el chasis del coche y la carrocería, el peso del CCGT es sólo de 1000 kg, lo que permite a los equipos de carreras de Koenigsegg utilizar hasta 100 kg de lastre libremente para hacer cumplir el requisito del peso mínimo de 1100 kg del coche para coches en su categoría.